# 7840 Гендріка
7840 Гендріка (7840 Hendrika) — астероїд головного поясу, відкритий 5 жовтня 1994 року.
Тіссеранів параметр щодо Юпітера — 3,583.